# 張朝輔

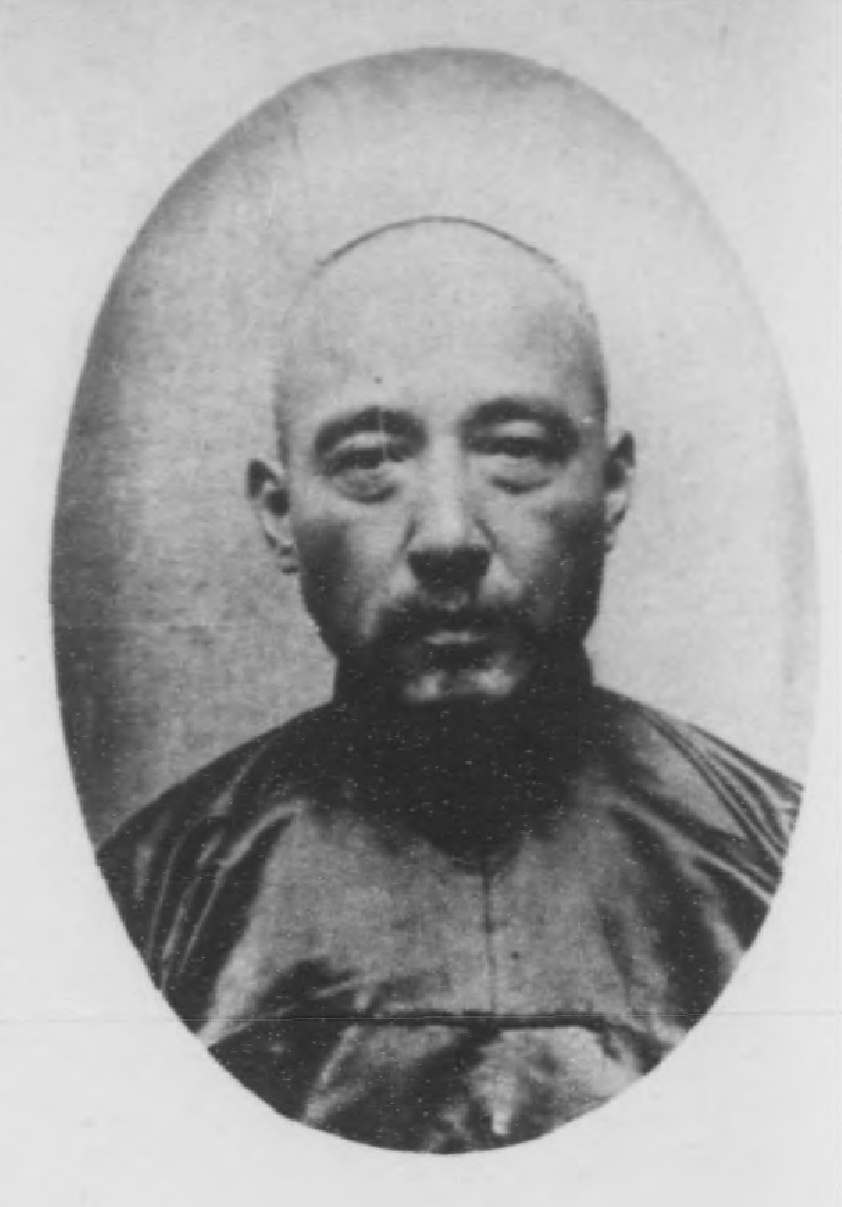

張朝輔（?—?），江蘇省江都縣人，清朝政治人物、進士出身。
光緒三十年，會試第11名；殿試登進士三甲第20名，后分發為知縣。
以知县用签分安徽，一任风台，再任怀远，居官以清慎著称。
宣统三年（1911）辛亥革命事起，谢归。次年，江苏都督程德全重其才能，召署阜宁知事。任职一载，與论翕然。
民国3年（1914），调浙江任职；翌年，署平阳知事。朝辅日坐堂，受理词讼；夜秉烛，治理官书，一切不假吏手。后因绍兴厘税积弊卸任。离开之时，沿路焚香跪送者达数千人。10年，委办吴淞塘工，次年卒于工地。